# Someone (canción de Daniela Castillo)
«Someone» (en español: «Alguien») es el segundo sencillo del tercer álbum Turn it up de la cantante chilena Daniela Castillo. El sencillo es lanzado el 21 de junio de 2013 a días del lanzamiento oficial de su tercer disco, promocionándolo en Radios y por Internet a través de las redes sociales con la publicación de la canción en SoundCloud. La canción fue producida por Alan Jones y escrita por la propia Daniela, completamente en inglés.

## Composición
La canción tiene un sentido romántico aunque con sonidos electrónicos y una duración de cuatro minutos y un segundo (04:01). Daniela la compone para ese alguien que la haga volver a creer en el amor, que la libere de su antiguo desamor quien la dejó con una soledad en su corazón. Desesperanzada, ella tiene que esperar porque sabe que hay alguien quien está buscando su amor y su corazón.

## Presentaciones
Daniela es invitada a programas de televisión para presentar su nuevo sencillo "Someone". El día viernes 4 de julio de 2013 se presenta en el programa Mentiras verdaderas de la Red para presentar su nuevo disco y cantar en vivo el sencillo. Para el día lunes 15 de julio de 2013 se presenta en Zona de Estrellas del canal por cable Zona Latina y también canta "Someone".

## Video musical
El video es dirigido por Javier Domínguez y fue grabado en la Cordillera de los Ándes, zona central de Chile. En el video se puede ver a una Daniela mucho más sexy con paisajes naturales con toques urbanos y la participación de “Clandestinos”, agrupación de la escena hip hop, que en este video aporta con una coreografía.